# Warren Gatland
Warren David Gatland CBE (* 17. September 1963 in Hamilton) ist ein neuseeländischer Rugby-Union-Trainer und ehemaliger Spieler. Er war von 2007 bis 2019 Trainer der walisischen Nationalmannschaft und gewann mit ihr während dieser Zeit viermal die Six Nations (darunter dreimal mit einem Grand Slam), ebenso erreichte sein Team das Halbfinale bei den Weltmeisterschaften 2011 und 2019. Parallel dazu war er 2013 und 2017 Cheftrainer der British and Irish Lions. Zuvor war er Trainer der irischen Nationalmannschaft, von Connacht Rugby, der London Wasps und der Waikato Rugby Union. Zu seinem größten Erfolgen zählen drei englische Meistertitel und der Gewinn des Heineken Cup mit den Wasps.

## Spielerkarriere
Gatland spielte als Jugendlicher für zahlreiche Schulauswahlen, damals noch als Nummer Acht. 1985 wurde er in die Reservemannschaft der Waikato Rugby Union aufgenommen und spielte von da an als Hakler. Ein Jahr später gab er sein Debüt in der ersten Mannschaft. 1988 übernahm er das Kapitänsamt. Insgesamt lief er 140 mal für diese neuseeländische Auswahl auf, zur damaligen Zeit ein Rekord. Während seiner Zeit bei Waikato gelang es der Mannschaft unter anderem, Wales und die British and Irish Lions zu schlagen.
1988 wurde er erstmals in den Kader der All Blacks berufen. Sein Debüt gab er im Spiel gegen Western Australia. Insgesamt kam er 17 mal zum Einsatz, jedoch nie in einem Test Match.

## Trainerkarriere

### Irland und Vereinsmannschaften
Noch vor dem Ende seiner Spielerkarriere trat Gatland bereits seinen ersten Trainerposten an. Nach der Europatour der All Blacks 1989 blieb er in Irland und war beim Galwegians RFC als Spielertrainer tätig. Er brachte den Club in die zweite Division der All-Ireland League. Nachdem er als Spieler mit dem aktiven Rugby aufgehört hatte, ging er zur Thames Valley Rugby Football Union in Neuseeland und gewann mit dem Team 1995 die dritte Division der National Provincial Championship. Daraufhin wechselte er zurück nach Irland zur Provinzmannschaft Connacht Rugby, die er ins Viertelfinale des European Challenge Cup führte.
Gatland trat im Februar 1998 die Nachfolge von Brian Ashton als Trainer der irischen Nationalmannschaft an. In seinem ersten Spiel traf er am 7. März 1998 auf eine starke französische Mannschaft, die in ihren ersten beiden Spielen der Five Nations 1998 bereits über 70 Punkte erzielt hatte. Gatland musste mit Irland eine knappe 18:16-Niederlage hinnehmen. Irland belegte in diesem Turnier mit null Punkten den letzten Platz, doch Gatland gelang es daraufhin rasch, die Leistungen der Iren zu verbessern. Unter anderem gelang beim Five Nations 1999 ein 29:23-Auswärtssieg über Wales. Für Irland verlief die Weltmeisterschaft 1999 enttäuschend und das Team scheiterte in der Hoffnungsrunde mit 24:28 an Argentinien. Beim Six Nations 2001 lag Ireland gleichauf mit England an der Tabellenspitze, musste sich aber wegen der schlechteren Punktedifferenz mit dem zweiten Platz begnügen. Trotz der besten Platzierung seit 15 Jahren verlängerte die Irish Rugby Football Union Gatlands Vertrag nicht und ersetzte ihn im November 2001 durch seinen Assistenten Eddie O’Sullivan, was in der Öffentlichkeit weitherum auf Unverständnis stieß.
Daraufhin wechselte Gatland nach England zu den London Wasps, die zum damaligen Zeitpunkt am Tabellenende der English Premiership standen. Zunächst war er einer der Assistenten von Nigel Melville, der jedoch 2002 zum Gloucester RFC wechselte. Zu Beginn lagen die Wasps am Tabellenende, doch Gatland gelang es, die Mannschaft von den Relegationsplätzen wegzubringen und daraufhin eine der stärksten Verteidigungen Europas zu entwickeln. Unter seiner Leitung errangen die Wasps von 2003 bis 2005 dreimal in Folge den englischen Meistertitel. Dazu kommen die Titelgewinne im European Challenge Cup 2002/03 und im Heineken Cup 2003/04.
Im Anschluss an seine erfolgreiche Zeit bei den Wasps ging Gatland nach dem Ende der Saison 2004/05 zurück nach Neuseeland und arbeitete für seinen Heimatverband Waikato. Im zweiten Jahr seiner Amtszeit gelang es dem Team, den Air New Zealand Cup zu gewinnen. Er arbeitete außerdem als Berater für das Super-14-Franchise Chiefs. 2006 wollte die Rugby Football Union Gatland als Trainer der englischen Nationalmannschaft verpflichten, doch er lehnte das Angebot ab.

### Langjähriger Trainer von Wales
Die Welsh Rugby Union (WRU) gab am 9. November 2007 bekannt, dass Gatland für zunächst vier Jahre als neuen Trainer der walisischen Nationalmannschaft verpflichtet worden sei. Sein neues Amt trat er im folgenden Dezember an. Das erste Spiel unter seiner Leitung fand zum Auftakt der Six Nations 2008 gegen England statt und endete mit dem ersten Auswärtssieg seit 20 Jahren. Mit Siegen gegen Schottland und Irland gelang eine Triple Crown. Nachdem auch Italien und Frankreich besiegt werden konnten, gewann Wales das Turnier mit dem zehnten Grand Slam der Geschichte, genau hundert Jahre nach dem ersten. Die Leistungen in den drei darauf folgenden Six-Nations-Turnieren waren durchzogen. Hingegen schlossen die Waliser bei der Weltmeisterschaft 2011 ihre Vorrundengruppe auf dem ersten Platz ab und drangen danach bis ins Halbfinale vor, in dem sie sich den Franzosen knapp mit 8:9 geschlagen geben mussten. Das Spiel um Platz 3 endete mit einer 18:21-Niederlage gegen Australien.
Beim Six Nations 2012 führte Gatland die überragenden Waliser ein zweites Mal zum Grand Slam. Im April 2012 brach er sich während eines Urlaubs in Neuseeland beide Fersen und musste an der rechten Ferse operiert werden. Zunächst hoffte der Verband, dass er sich rasch erholen würde, doch dann musste sich Gatland während der Sommertour nach Australien durch seinen Assistenten Rob Howley vertreten lassen. Das Six Nations 2013 endete mit einem walisischen Turniersieg. Im Dezember 2013 verlängerte die WRU Gatlands Verttrag um weitere sechs Jahre. Trotz des verletzungsbedingten Ausfalls mehrerer Stammspieler vor und während der Weltmeisterschaft 2015 gelang es den Walisern, sich in der „Todesgruppe“ mit Australien und England zu behaupten und ins Viertelfinale einzuziehen. In diesem scheiterte die Mannschaft mit 19:23 an Südafrika. Beim Six Nations 2019 führte Gatland die Waliser zum dritten Grand Slam unter seiner Führung. Bei der Weltmeisterschaft 2019 belegten die Waliser ungeschlagen den ersten Platz ihrer Vorrundengruppe. Sie erreichten das Halbfinale, wo sie dem späteren Weltmeister Südafrika 16:19 unterlagen. Das verlorene Spiel um Platz 3 gegen die All Blacks war zugleich Gatlands letztes Spiel als walisischer Nationaltrainer.

### Weitere Stationen
Während seiner Zeit als walisischer Nationaltrainer übernahm Gatland parallel dazu für die British and Irish Lions tätig. Zunächst fungierte er während der Lions-Tour 2009 nach Südafrika als Assistent von Ian McGeechan und kümmerte sich um die Stürmer dieser Auswahlmannschaft. Im September 2012 folgte die Ernennung zum Cheftrainer der Lions-Tour 2013 nach Australien – als zweiter Neuseeländer nach Graham Henry im Jahr 2001. Die Tour verlief erfolgreich: In den drei Test Matches gegen die Wallabies resultierten zwei Siege. Im September 2016 folgte die zweite Nominierung als Trainer der Lions. Die Lions-Tour 2017 führte in seine Heimat Neuseeland, wobei die Bilanz der Test Matches ausgeglichen war (1 Sieg, 1 Unentschieden und 1 Niederlage).
Wenige Wochen nach der Weltmeisterschaft organisierte die WRU zu seinen Ehren ein Abschiedsspiel. Dabei trainierte Gatland die Auswahl der Barbarians, die am 30. November 2019 in Cardiff gegen die walisische Nationalmannschaft antrat (trainiert von seinem Nachfolger Wayne Pivac). Das Spiel endete 43:33 zugunsten der Waliser. Danach trat Gatland sein neues Amt als Cheftrainer der Chiefs in seiner Heimatstadt Hamilton an. Da die Saison 2020 von Super Rugby wegen der COVID-19-Pandemie abgebrochen werden musste, fand in Neuseeland als Ersatz die Super Rugby Aotearoa 2020 statt. In diesem Wettbewerb waren die Chiefs die mit Abstand schlechteste Mannschaft und verloren alle acht Partien.
Bereits 2019 stand fest, dass Gatland 2021 die Chiefs vorübergehend verlassen würde, um die British and Irish Lions ein drittes Mal anzuführen. Die Lions-Tour 2021 nach Südafrika fand pandemiebedingt vor leeren Rängen statt und die Test-Match-Serie endete mit 2 zu 1 Siegen zugunsten der Gastgeber.

## Erfolge
als Spieler:
- National Provincial Championship: Sieger 1992
- 17 Spiele für die All Blacks

als Trainer:
- Six Nations: vier Turniersiege (2008, 2012, 2013, 2019)
- Heineken Cup: Sieger 2004
- European Challenge Cup: Sieger 2003
- English Premiership: Sieger 2003, 2004, 2005
- Air New Zealand Cup: Sieger 2006